# Timbo Mehrstein
Étienne „Timbo“ Mehrstein (* 8. April 1977 in Forbach) ist ein französischer Musiker (Geige) des Gypsy Jazz.

## Leben und Wirken
Mehrstein stammt aus einer Musikerfamilie; auch Dino und Francko Mehrstein sind Manouche-Musiker. Nach Geigenunterricht bei seinem Onkel Storo Mehrstein trat er bereits mit 14 Jahren mit Samson Schmitt auf. Ab 1993 trat er auf zahlreichen europäischen Gypsy-Jazz-Festivals auf wie in Mont-de-Marsan, Strasbourg, München, Ile d’Oléron, d’Angers,  Vincennes, Patrimonio, ferner im Jazzclub Duc des Lombards. 
Mit Dorado und Samson Schmitt nahm er das Album Djieske (2002) auf. Unter eigenem Namen mit seinem Gypsy Jazz Ensemble, dem Popots Winterstein, Benji Winterstein, Jean-Gérard Loescher, Mario Fantauzzi und Geisela Reinhardt angehören, entstand außerdem das Album Maré Tchavengé. Stilistisch ist er von Stéphane Grappelli, Didier Lockwood, Dorado Schmitt und Florin Nicolescu beeinflusst, schätzt aber auch die Musik von Stéphane Grappelli, Robbi Lakatos, Dorado Schmitt, Biréli Lagrène, Henri Salvador und Juliette Renauld.